# 이용우 (1961년)
이용우(李龍雨, 1961년 3월 24일 ~ )은 대한민국의 정치인이다. 제36,37대 충청남도 부여군수를 역임했다.

## 학력
- 합송초등학교 졸업
- 백제중학교 졸업
- 부여고등학교 졸업
- 단국대학교 학사
- 동국대학교 대학원 정치학 박사과정

## 경력
- 여산장학회 이사
- 국립한밭대학교 겸임교수
- 부여노인복지원 이사장
- 자유선진당 이회창총재 대회협력 특보
- 자유선진당 부여당협위원회 사무국 국장
- 2010.7 ~ 2018.6 제36,37대 민선 5,6기 충청남도 부여군수(새누리당)
- 제2기 지역발전위원회 민간위원

## 역대 선거 결과
|  | 40.22% |

|  | 68.33% |

|  | 46.11% |